# 団体商標
団体商標（だんたいしょうひょう、collective mark、collective trademark）は、団体が所有し、団体の構成員が使用する商標である。団体標章（だんたいひょうしょう）ともいう。
団体商標は、団体が使用する標章ではなく、その構成員に使用させる標章であるという点で、通常の商標と大きく異なる。諸国の商標法によれば、自己が使用するためではなく、もっぱら他人に使用させるための標章は、商標としての保護の対象外とされるのが原則である。団体商標はこの原則の例外にあたり、団体自らが使用する意思がない標章であっても、団体の構成員に使用させる標章であれば、団体商標として保護され得る。
通常の商標は、商品または役務の出所（しゅっしょ、供給元）が特定の一の事業者であることを表示する。一方、団体商標は、商品または役務の出所が特定の団体に属する一定の範囲の事業者であることを表示する。
工業所有権の保護に関するパリ条約は、同盟国に対して、団体商標の登録出願の受理および団体商標の保護を義務づけている（パリ条約7条の2）。パリ条約における団体商標の保護義務は、1911年の第4回改正会議（ワシントン）改正会議で新設され、1934年の第6回（ロンドン）改正会議で修正され、現在に至っている。

## 日本

### 歴史
日本における団体商標制度は、パリ条約上の義務を履行するため、1921年（大正10年）の旧商標法（27条）で初めて導入された。しかし、1959年（昭和34年）の商標法全面改正で団体商標に関する明文の規定が削除された。新たに規定した通常使用権の許諾制度（商標法第31条）で代替できると考えられたためである。すなわち、通常使用権の許諾制度があれば、団体が通常の商標権を取得し、その構成員に対して通常使用権を設定することによって、団体商標と同等の保護が実現すると考えられたのである。
しかし、日本が標章の国際登録に関するマドリッド協定の議定書に加入するにあたり、団体商標の制度が必要とされたため、1996年の商標法改正で団体商標の制度が再び設けられた（商標法7条）。
2005年の商標法改正では、新たに地域団体商標の制度が設けられた。

### 要件
- 出願人は社団法人または特別の法律により設立された法人格を有する組合（またはこれらに相当する外国の法人）でなくてはならない（商標法第7条第1項）。
- 登録を受けようとする商標は、団体の構成員に使用させるものでなくてはならない（商標法第7条第1項）。
- 出願時に、出願人が社団法人または組合であることを証明する書面を提出する必要がある（商標法第7条第3項）。

### 効果
社団法人または組合が団体商標として商標登録出願をすると、自己の商品または役務について使用する商標でなくても、商標登録を受けることができる（商標法第7条第2項によって読み替えられる第3条第1項）。団体商標の商標権には以下のような特徴がある。
- 団体商標の商標権を他人に移転すると、通常の商標権となる（商標法第24条の3第1項）。ただし、団体商標の商標権として移転する旨記載した書面と移転を受ける商標権者が社団法人または組合であることを証明する書面とを特許庁長官に提出した場合はこの限りではない（商標法第24条の3第2項）。
- 団体の構成員は、団体から登録商標の使用をする権利の許諾を受けなくても、団体の定めるところにより登録商標を使用できる（商標法第31条の2第1項）。